# Luis Echeverría Álvarez, Méndez
Luis Echeverría Álvarez är en ort i Mexiko.   Den ligger i kommunen Méndez och delstaten Tamaulipas, i den centrala delen av landet, 700 km norr om huvudstaden Mexico City. Luis Echeverría Álvarez ligger 44 meter över havet och antalet invånare är 166.
Terrängen runt Luis Echeverría Álvarez är platt, och sluttar österut. Runt Luis Echeverría Álvarez är det glesbefolkat, med 9 invånare per kvadratkilometer. Närmaste större samhälle är Guadalupe Victoria, 16,3 km öster om Luis Echeverría Álvarez. Trakten runt Luis Echeverría Álvarez består till största delen av jordbruksmark.